# Leviatán (Thomas Hobbes)
Leviatán, o La materia, forma y poder de un estado eclesiástico y civil (en el original en inglés: Leviathan, or The Matter, Forme and Power of a Common-Wealth Ecclesiasticall and Civil), comúnmente llamado Leviatán, es el libro más conocido del filósofo político inglés Thomas Hobbes. Publicado en 1651, su título hace referencia al monstruo bíblico Leviatán, de poder descomunal ("Nadie hay tan osado que lo despierte... De su grandeza tienen temor los fuertes... No hay sobre la Tierra quien se le parezca, animal hecho exento de temor. Menosprecia toda cosa alta; es rey sobre todos los soberbios"). La obra de Hobbes, marcadamente materialista, puede entenderse como una justificación del Estado absoluto, a la vez que como la proposición teórica del contrato social, y establece una doctrina de derecho moderno como base de las sociedades y de los gobiernos legítimos.

## Contenido

### Título
El título del tratado de Hobbes hace referencia al Leviatán mencionado en el Libro de Job. En contraste con los títulos simplemente informativos que usualmente se daban a las obras de filosofía política de la época moderna temprana, como Dos tratados sobre el gobierno civil de John Locke o la obra anterior de Hobbes, The Elements of Law, Hobbes eligió un nombre poético para este tratado más provocador. Los lexicógrafos de la época supusieron que el término «leviatán» estaba asociado con las palabras hebreas lavah, que significa «acoplar, conectar o unir», y thannin, que se creía que significaba «serpiente o dragón». En las anotaciones de la Asamblea de Westminster sobre la Biblia, los intérpretes pensaban que la criatura había sido nombrada usando estas raíces «porque, debido a su tamaño, no parece una sola criatura, sino un acoplamiento de varias juntas; o porque sus escamas están cerradas o estrechamente compactadas». Samuel Mintz considera que estas connotaciones se alinean con la comprensión de Hobbes sobre la fuerza política, ya que tanto «el Leviatán como el soberano de Hobbes son unidades compactadas a partir de individuos separados; son omnipotentes; no pueden ser destruidos ni divididos; inspiran temor en los hombres; no hacen pactos con ellos; y su dominio es el poder bajo pena de muerte».

### Frontispicio
Después de una extensa discusión con Thomas Hobbes, el parisino Abraham Bosse creó el grabado para el frontispicio del libro en el «estilo geométrico», que Bosse había perfeccionado. Este diseño es similar al frontispicio de De Cive (1642) de Hobbes, realizado por Jean Matheus. El frontispicio consta de dos elementos principales. En él, una figura gigante coronada emerge del paisaje, sosteniendo una espada y un báculo, bajo una cita del Libro de Job: Non est potestas Super Terram quae Comparetur ei. Iob. 41 . 24 («No hay poder en la tierra que pueda compararse con él. Job 41:24»). Esto vincula aún más a la figura con el monstruo descrito en el libro. (Debido a desacuerdos sobre la ubicación exacta de los capítulos y versículos, que fueron divididos en la Alta Edad Media, el versículo citado por Hobbes generalmente se identifica como Job 41:33 en las traducciones modernas cristianas al inglés, Job 41:25 en el texto masorético, la Septuaginta y la Biblia de Lutero; y Job 41:24 en la Vulgata). El torso y los brazos de la figura están compuestos por más de trescientas personas, al estilo de Giuseppe Arcimboldo; todas están de espaldas al espectador, con solo el rostro del gigante mostrando rasgos faciales. (Un manuscrito de Leviatán creado para Carlos II de Inglaterra en 1651 tiene diferencias notables: una cabeza principal diferente y un torso compuesto por muchos rostros, todos mirando hacia afuera con una variedad de expresiones). La parte inferior del frontispicio es un tríptico enmarcado en madera. La sección central contiene el título en una cortina ornamentada. Los dos lados reflejan la espada y el báculo del gigante principal: el poder terrenal a la izquierda y los poderes de la iglesia a la derecha. Cada elemento lateral representa poderes equivalentes: castillo frente a iglesia, corona frente a mitra, cañón frente a excomunión, armas frente a lógica, y el campo de batalla frente a los tribunales religiosos. El gigante sostiene los símbolos de ambos lados, reflejando la unión del poder secular y espiritual en el soberano, pero la construcción del torso también convierte a la figura en una representación del Estado.

### Parte I: Del hombre
Hobbes comienza su tratado sobre política con una descripción de la naturaleza humana. Presenta una imagen del hombre como materia en movimiento, intentando demostrar, mediante ejemplos, que todo lo relacionado con la humanidad puede explicarse materialistamente; es decir, sin recurrir a un alma incorpórea e inmaterial o a una facultad para comprender ideas externas a la mente humana.

«La vida no es más que un movimiento de miembros. Pues, ¿qué es el corazón, sino un resorte; los nervios, sino tantas cuerdas; y las articulaciones, sino tantas ruedas que dan movimiento a todo el cuerpo, tal como lo dispuso el Artífice?»

Hobbes procede definiendo los términos de manera clara y desapasionada. El bien y el mal no son más que términos utilizados para denotar los apetitos y deseos de un individuo, mientras que estos apetitos y deseos no son más que la tendencia a moverse hacia o lejos de un objeto. La esperanza no es más que un apetito por algo combinado con la opinión de que puede conseguirse. Hobbes sugiere que la teología política dominante de la época, el escolasticismo, prospera en definiciones confusas de palabras cotidianas, como «sustancia incorpórea», que para él es una contradicción en los términos.
Hobbes describe la psicología humana sin hacer referencia al summum bonum o el bien supremo, como lo había hecho el pensamiento previo. Según Hobbes, no solo es superfluo el concepto de summum bonum, sino que, dada la variabilidad de los deseos humanos, no podría existir tal cosa. En consecuencia, cualquier comunidad política que busque proporcionar el bien supremo a sus miembros se enfrentaría a concepciones competidoras de ese bien, sin forma de decidir entre ellas. El resultado sería la guerra civil. Sin embargo, Hobbes afirma que sí existe un summum malum o mal supremo: el miedo a una muerte violenta. Una comunidad política puede orientarse en torno a este miedo. Dado que no hay un summum bonum, el estado natural del hombre no se encuentra en una comunidad política que persiga el bien supremo. Estar fuera de una comunidad política es encontrarse en una condición anárquica. Según la naturaleza humana, la variabilidad de los deseos humanos y la necesidad de recursos escasos para satisfacerlos, el estado de naturaleza —como Hobbes llama a esta condición anárquica— debe ser una guerra de todos contra todos. Incluso cuando dos hombres no están peleando, no hay garantía de que uno no intente matar al otro por su propiedad o simplemente por un sentido agraviado de honor, por lo que deben estar constantemente en guardia el uno contra el otro. Incluso puede ser razonable atacar preventivamente a un vecino.

«En tal condición no hay lugar para la industria, porque los frutos de esta son inciertos, y, en consecuencia, no hay cultivo de la tierra, ni navegación, ni uso de las mercancías que puedan ser importadas por mar; no hay edificaciones cómodas, ni instrumentos para mover y trasladar cosas que requieran mucha fuerza; no hay conocimiento de la geografía, ni registro del tiempo, ni artes, ni letras, ni sociedad. Y lo peor de todo: un temor continuo y el peligro de una muerte violenta; y la vida del hombre, solitaria, pobre, desagradable, brutal y breve».

### Parte II: Del Estado
Hobbes desarrolla su idea del contrato o pacto social, desarrollado por los hombres como garantía de la seguridad individual y como forma de poner fin a los conflictos que, por naturaleza, generan estos intereses individuales. Así, a las pasiones naturales del hombre se oponen las leyes morales, siendo a su vez leyes naturales. Las leyes naturales son concebidas tanto como teoremas de la razón y como mandamientos de Dios, con lo cual es constante la interpretación de que con ello Hobbes intenta tanto persuadir a quienes son creyentes como a los que desconocen la idea de una autoridad divina, siendo que los teoremas son axiomas que ayudan con la finalidad de la auto conservación.
El Estado (o República) que Hobbes proyecta en Leviatán no es el concepto moderno de república (ausencia de monarquías) sino que es concebido como una res publica, es decir, un poder organizado de forma común cuya función es “regentar” las cosas públicas y que se funda a partir de la suma de voluntades individuales libres que deciden actuar para adquirir ventajas comunes. La libertad del individuo se verá reducida a los espacios donde la ley no se pronuncia. Sin embargo, al existir una cesión voluntaria de poder, se contemplaba un caso en el que los individuos podrían rebelarse contra el soberano: cuando este causara perjuicios a su integridad corporal o a su libertad física, o sea, si el soberano no cumplía su parte del contrato social (defender la libertad de los individuos asegurando la paz) el pacto quedaba roto inmediatamente. El pensamiento de Hobbes deja un margen muy estrecho al libre albedrío y a la libertad individual.
El propósito que Hobbes da al principio del segundo libro es describir la causa final, el fin o el deseo de los hombres (que aman la libertad y el dominio sobre otros) en la auto imposición de los límites en los que viven en sociedad que es un instrumento para su propia preservación y, consecuentemente, para obtener una vida más tranquila; es decir, para librarse de la terrible condición de constante guerra, que como fue demostrada en la primera parte, es natural a las pasiones del hombre cuando no hay poder visible que las limite y controle por el miedo al castigo a aquellos que las lleven a cabo.
Hobbes renuncia explícitamente a la separación de poderes, en particular a la que posteriormente se convertirá en la separación de poderes establecida en la Constitución de los Estados Unidos. Cabe destacar que en el sexto derecho del soberano, Hobbes especifica que está a favor de la censura de los medios de comunicación y de las restricciones a la libertad de expresión, si el soberano considera que son negativas para la preservación del orden público.
Hobbes admite tres tipos de Estado: la monarquía, la aristocracia y la democracia. No puede haber más formas de gobierno que esas tres, pues ninguna, o todas, pueden tener todo el poder soberano (que se ha demostrado anteriormente que es indivisible).
Aunque haya habido otras formas de gobierno en el pasado, como fueron la tiranía y la oligarquía, Hobbes no las consideraba nombres de otras formas de gobierno sino las mismas con otro nombre. Pues aquellos que están descontentos con la monarquía la llaman tiranía y aquellos que están descontentos con la aristocracia la llaman oligarquía, al igual que aquellos que no les gusta la democracia la llaman anarquía (que significa falta o ausencia de gobierno).
Para Hobbes, el más práctico es la monarquía; ya que la diferencia entre estos tipos de gobierno no consiste en la diferencia del poder, sino en la conveniencia o aptitud de asegurar la paz y la seguridad del pueblo; al fin y al cabo, es el motivo por el cual se instituyen.
Al comparar la monarquía con las otras dos, de esto deduce que donde los intereses públicos y lo privados están muy unidos, los públicos se ven más favorecidos. En la monarquía el interés público y el privado son el mismo. Las riquezas, el poder, y el honor del monarca surgen de las riquezas, fuerza y reputación de sus súbditos. Es imposible que el rey sea rico, glorioso o poderoso si su pueblo es pobre, sin aspiraciones, o débil debido a la pobreza o la ignorancia, como para mantener una guerra contra sus enemigos. Mientras que en la democracia o la aristocracia, la propiedad pública no da tanta fortuna individual, dando lugar a la corrupción, el mal uso de la ambición, a la traición o a la guerra civil.
Hobbes considera la realidad política en la que vive y desarrolla una serie de explicaciones para la sucesión paterno filial; si falta la denotación expresa de un heredero por parte del monarca, se seguirá la tradición. Esta establece que el varón primogénito será el heredero de su padre, teniendo inmediato derecho de sucesión por costumbre; se supone que el monarca lo habría declarado así en vida, al ser tradición de generaciones. Por tanto, en la práctica, se vuelve al varón primogénito como heredero.

### Parte III: Del Estado cristiano
En esta tercera parte, y por lo que respecta a las relaciones entre el poder espiritual y el poder temporal, Hobbes abogaba por la total sumisión de la Iglesia al soberano.
Hobbes investiga la naturaleza de un Estado cristiano. Esto da lugar inmediatamente a la pregunta de en qué escrituras deberíamos confiar y por qué. Si alguna persona reclama que lo sobrenatural es superior a lo civil, entonces habría caos, y el deseo principal de Hobbes es evitarlo. Por tanto, concluye que no podemos conocer infaliblemente la revelación divina dada por otra persona; ya que cuando Dios habla al hombre, es por medio del propio hombre o de otro igual al que le ha hablado anteriormente. La persona con la que Dios habló le entendió perfectamente, pero eso no quiere decir que cuando el revelado se lo cuente a otro, esta otra persona le comprenda; por lo que es difícil, por no decir imposible, saber con certeza lo que Dios quiere. Además, que alguien demuestre que Dios le ha hablado es prácticamente imposible, por lo que no puede esperar que los demás le crean. Como esto podría ser considerado como una herejía (al aplicarse a la Biblia), Hobbes dice que se necesita una prueba, y la verdadera prueba es contrastar los dichos de los que oyen a Dios con las sagradas escrituras -ya que considera que las escrituras son las enseñanzas que Dios ha dado-, y la muestra de un milagro. Si ambos requisitos se cumplen, es un verdadero profeta. Como en la actualidad ver un milagro es algo poco probable, se considera a la Biblia como única fuente verdadera de fe.
Hobbes analiza varios libros que son aceptados por distintas sectas y la cuestión de la verdadera autoridad de las escrituras.
Para Hobbes, es un manifiesto de que nadie puede saber cuál es la palabra de Dios (aunque los cristianos la crean) al menos que Dios se lo haya dicho personalmente. Por tanto la verdadera pregunta es: ¿Qué autoridad tiene la ley?
Como era de esperarse, Hobbes concluye que no hay una forma certera de saberlo si no es por medio del poder civil: a aquel a quien Dios no le haya revelado personalmente que son suyos, ni que aquel que los hizo fue enviado por Dios mismo, tiene obligación de obedecer a nadie cuya voluntad no sea ley. Por tanto sólo hay obligación de obedecer al soberano del Estado, el cual sólo tiene poder legislativo.
Discute los Diez Mandamientos, y se pregunta quién los dio para que tengan fuerza de ley. No hay duda de que la ley la dio Dios mismo, pero éstos ni obligan ni son ley para aquellos que no lo reconozcan como acto del poder soberano. ¿Cómo sabía el pueblo de Israel que fue Dios quien se los dio, y no Moisés, si no pudieron acercarse al monte? Concluye que la promulgación de la ley de las Escrituras es tarea del soberano civil.
Finalmente, se plantea qué poder tiene la Iglesia sobre aquellos que, siendo soberanos, han elegido la fe cristiana. Concluye que los reyes cristianos son los pastores supremos de su pueblo y tienen el poder de ordenar a sus pastores lo que deseen, pueden enseñar a la iglesia, es decir, instruir a sus súbditos.
Ésta tercera parte está repleta de enseñanzas bíblicas. Sin embargo, una vez aceptado el argumento principal de Hobbes (que nadie puede estar seguro de la revelación divina del prójimo) a su conclusión (que el poder religioso ha de estar subordinado al poder civil) se llega por deducción.
Debido al momento histórico en el que esta obra fue redactada, las largas explicaciones que se exponen en esta tercera parte fueron necesarias. La necesidad que Hobbes veía de la supremacía del poder soberano surgió por una parte por las consecuencias de la guerra civil, y por otra, para destruir la amenaza de los papas de Roma, dedicándole bastante esfuerzo a esta última idea.

### Parte IV: El reino de la oscuridad
En esta cuarta parte, ejerce una severa crítica a la Iglesia, a la cual acusaba (tras denunciar las tradiciones fabulosas que sostienen al conjunto de la mitología cristiana) de estar impregnadas, incluso, de cierto ateísmo. No obstante, y con el fin de evitar eventuales represalias y censuras eclesiásticas, en el apéndice con que concluye Leviatán intentó atemperar sus posiciones recurriendo para ello al examen de la jurisprudencia sobre la herejía.
Cuando Hobbes nombra esta sección «el reino de la oscuridad», no se refiere al Infierno (al no creer ni en el Infierno ni en el purgatorio), sino a la oscuridad de la ignorancia como opuesto a la luz del verdadero saber. Esta interpretación por parte de Hobbes es bastante poco ortodoxa y ve oscuridad en la mala interpretación de las Escrituras.
Para este autor existen cuatro causas para esta oscuridad:
1. La mala interpretación de las Escrituras. El abuso más destacado es el enseñar que el reino de Dios está en la Iglesia, por consiguiente disminuyendo el poder civil. Otro abuso es convertir la consagración en una conjura o un ritual tonto.
2. La demonología de los poetas, tratando de demonios que no son más que construcciones de la imaginación. Critica muchas prácticas del catolicismo, como la veneración de los santos, las imágenes, reliquias y otras cosas practicadas por la Iglesia de Roma, afirmando que no están permitidas por la palabra de Dios.
3. Mezclando las reliquias, las escrituras y la filosofía griega (especialmente Aristóteles) han causado grandes estragos. Hobbes no es muy amante de los filósofos en general. Desprecia el hecho de que muchos hayan tomado la filosofía aristotélica y hayan aprendido a llamar, a las distintas commonwealths, tiranías (como lo fue Atenas en su momento). Al final de este apartado aparece una idea interesante (además de que la oscuridad no sólo introduce mentiras, sino que destruye verdades), que parece aparecer a raíz de los descubrimientos de Galileo. Afirma que incluso habiendo verdades demostrables, aquellos que están en la oscuridad condenarán a los iluminados que intenten enseñárselas, gracias a las doctrinas de la Iglesia. La razón que estos necios dan es que va en contra de la verdadera religión, sin embargo, si son verdades demostrables, ¿cómo pueden ir en contra de lo que Dios dice? Sin embargo, Hobbes no tiene problemas con la supresión de algunas verdades si es necesario, esto es, si tienden a desordenar el gobierno al dar pie a una rebelión. Si este fuese el caso opina que más vale que sean acalladas y que se castigue a sus predicadores, aunque estas medidas sólo podrán ser tomadas por el soberano.
4. Interviniendo y modificando las tradiciones y la historia se daña también a la luz. Hobbes se plantea quién se beneficia de estos engaños. Expone el caso de Cicerón, el cual afirma que uno de los jueces más crueles de Roma era un gran hombre; pues en los casos penales en los que el testimonio del testigo no era suficiente, tenía la costumbre de preguntarles a los acusadores cui bono, esto es, qué beneficios obtenían con el caso. Esto es así porque entre los móviles más obvios que uno puede ver están los beneficios. Hobbes concluye que de todo esto, los beneficiarios son la Iglesia y su jerarquía.

### Algunas ediciones recientes delLeviatán
- Martinich, A.P. y Battiste, B. (2010). Leviathan. Revised Edition. Peterborough, Ontario: Broadview Press.

- Shapiro, I. (ed.) (2010). Leviathan: Or the Matter, Forme, and Power of a Commonwealth Ecclesiasticall and Civill. Princeton (Nueva Jersey): Yale University Press.

- Malcolm, N. (ed.) (2012). Leviathan. Vol. 1: Editorial Introduction; Vols. 2 y 3: The English and Latin Texts. Oxford: Oxford University Press (Edición Clarendon de las obras de Thomas Hobbes).

### Estudios críticos
- Bagby, L.M.J. (2007). Hobbes's Leviathan: Reader's Guide. Nueva York: Continuum.

- Baumrin, B.H. (ed.) (1969). Hobbes's Leviathan: Interpretation and Criticism. Belmont (California): Wadsworth.

- Cranston, M. (1951). The Leviathan. History Today, 1(10), pp. 17–21.

- Harrison, R. (2003). Hobbes, Locke, and Confusion's Masterpiece: An Examination of Seventeenth-Century Political Philosophy. Cambridge: Cambridge University Press.

- Hood, F.C. (1964). The Divine Politics of Thomas Hobbes. Oxford: Clarendon Press.

- Johnston, D. (1986). The Rhetoric of Leviathan: Thomas Hobbes and the Politics of Cultural Transformation. Princeton (Nueva Jersey): Princeton University Press.

- Newey, G. (2008). Routledge Philosophy Guidebook to Hobbes and Leviathan. Nueva York: Routledge.

- Rogers, G.A.J. (1995). Leviathan: Contemporary Responses to the Political Theory of Thomas Hobbes. Bristol: Thoemmes Press.

- Schmitt, C. (2008). The Leviathan in the State Theory of Thomas Hobbes: Meaning and Failure of a Political Symbol. Chicago: University of Chicago Press.

- Springborg, P. (2007). The Cambridge Companion to Hobbes's Leviathan. Cambridge: Cambridge University Press.

- Windolph, F.L. (1951). Leviathan and Natural Law. Princeton (Nueva Jersey): Princeton University Press.

- Zagorin, P. (2009). Hobbes and the Law of Nature. Princeton (Nueva Jersey): Princeton University Press.